# Naif (banda)
Naif es una banda musical de Indonesia, formada en Yakarta en 1995. Actualmente la banda está integrada por David Bagus Danang Jaya (voz), Fajar Endra Taruna (guitarra), Franki Indrasmoro Sumbodo (batería) y Mohammad Hussein Amil (bajo). Ellos son conocidos por su sonido y estilo retro. Dos de sus temas musicales como, "Mobil Balap" ("Racecar") y "Posesif" ("posesivo"), ingresaron a la lista de la revista "Rolling Stone Indonesia" en el 2009, siendo consideradas como las mejores canciones.

## Historia
Naif se formó en 1995 por unos estudiantes del Instituto de Arte de Yakarta (Institut Kesenian Yakarta) en 1995, cuando los jóvenes se reunieron en la casa de Shendy para trabajar en una asignación. Inspirado en un concierto televisado de Nirvana, ellos escribieron su primera canción titulada, "Jauh" ("Lejos"). Shendy fue sustituido por Chandra Sukardi (Chandra), mientras que Mohammad Hussein Amil (Emil, en el bajo) se unió por algún tiempo después. Comenzaron a visitar varios estudios de grabación, después de que uno de sus amigos les sugirió que su música era sencilla y armónica, el grupo tomó el nombre de Naif.
Naif envió una cinta para una demostración para una empresa discográfica de la etiqueta "Bulletin Records". Lanzaron a prueba los siguientes demos de sus temas musicales como "Picnic '72'", "Benci Libur" ("El odio los días de fiesta ") y "Just B ", en un principio fue rechazado. Sin embargo, con la inclusión de la más optimista de su próximo tema musical "Mobil Balap" ("Racecar"), el grupo aceptó para lanzar un álbum del mismo nombre de la canción. Su sonido se consideró inadecuado para lanzar su primer álbum recopilatorio. Este primer álbum, lanzado en 1998, dio lugar para lanzar varios singles, entre ellos como su canción "Mobil Balap" ("Racecar"). Sin embargo, fue un fracaso comercial, vendiendo sólo 20.000 ejemplares; que había sido lanzado en medio de una recesión.
Dos años más adelante, Naif lanzó su próximo álbum titulado "Jangan Terlalu Naif", en la que vendieron 500.000 copias. En el 2002 lanzaron su próximo álbum titulado "Titik Cerah" (A Punto de Claridad). 

## Estilo
Hera Diani, escribió para la revista "The Jakarta Post", en el cual describe a la banda por tener un sonido de las décadas de los años 1960 y 1970. Ella les describe como tener un estilo hortera de la moda y como tener un "acto de la etapa hilarante" que implica bailar fuera de tono.